# 圣约瑟夫 (芒什省)
圣约瑟夫（法語：Saint-Joseph，法語發音：[sɛ̃ ʒozɛf]）是法国芒什省的一个市镇，属于瑟堡区。

## 地理
圣约瑟夫（49°31'58"N, 1°31'36"W）面积9.78 平方千米，位于法国诺曼底大区芒什省，该省份为法国西北部沿海省份，西、北、东北三面环大西洋，东起顺时针与卡爾瓦多斯省、奧恩省、马耶讷省和伊勒-维莱讷省接壤。
与圣约瑟夫接壤的市镇（或旧市镇、城区）包括：布里、内格勒维尔、索斯梅尼勒、塔梅尔维尔、瓦洛涅、伊沃托博卡日。

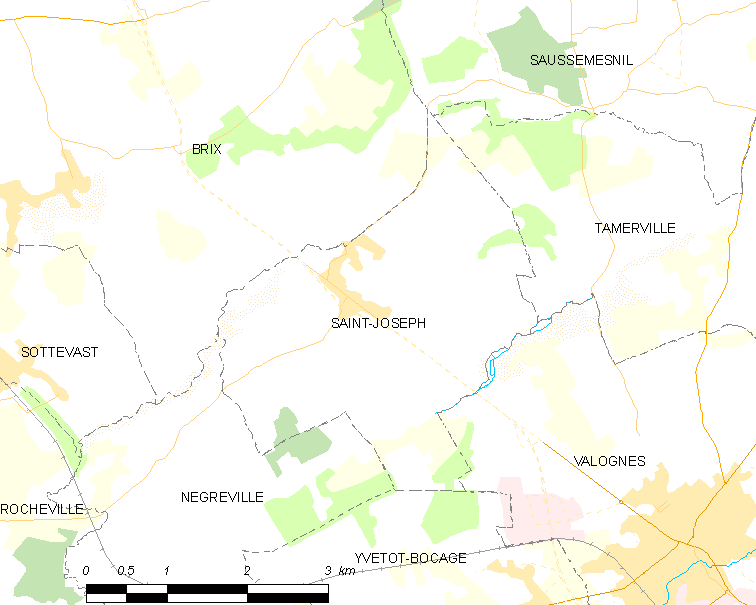
的OSM定位图

圣约瑟夫的时区为UTC+01:00、UTC+02:00（夏令时）。

## 行政
圣约瑟夫的邮政编码为50700，INSEE市镇编码为50498。

## 政治
圣约瑟夫所属的省级选区为瓦洛涅县。

## 人口

1962-2008年间人口变化图示

圣约瑟夫于2022年1月1日时的人口数量为817人。